# Radijski oddajnik
Radijski oddajnik je naprava, ki ustvarja izmenični tok radijskih frekvenc. Za doseganje oddaje mora biti na oddajnik priključena antena, ki radijske valove širi v prostor in tako služi za prenos informacij na daljavo.
Namen radijskega oddajnika je generiranje nosilnega signala, ki se mu s postopkom modulacije doda signal, ki ga želimo prenesti na daljavo. Naloga radijskega sprejemnika je, da iz moduliranega signala izloči informacijo.
Radijski oddajniki se najpogosteje poslužujejo amplitudne modulacije in frekvenčne modulacije, seveda pa obstajajo še drugi načini modulacije.
Radijski oddajniki so sestavni del vsake naprave za brezžično komunikacijo, zato se pojavljajo v različnih izvedenkah in imajo glede na namen in želeni doseg različno moč - od nekaj mW do več kot 1000 kW.

## Zgodovina
Osnovo za nastanek prvih radijskih oddajnikov je dal James Clerk Maxwell, ki je predvidel obstoj elektromagnetnega valovanja, ki se lahko širi skozi prazen prostor. 
Prvi radijski oddajniki so temeljili na osnovi poskusnega oddajnika, ki ga je leta 1888 zgradil nemški fizik Heinrich Hertz. Pri Hertzovem oddajniku je zaporedje visokonapetostnih isker generiralo visokonapetostni signal z visoko frekvenco, ki je bil nato priključen na anteno. Italijanski fizik Guglielmo Marconi je njegovo delo nadaljeval in oddajnike z iskriščem ter pripadajoče antene izpopolnil tako, da so omogočali prenos radijskih valov na vedno večje razdalje. Obenem je razvijal tudi sprejemnike, ki so temeljili na uporabi kohererja. 
Leta 1901 je uspel doseči čezatlantski prenos informacije na razdalji približno 3500 km med oddajnikom v Cornwallu (velika Britanija) in sprejemnikom v Novi Fundlandiji. To je omogočilo komercializacijo radijske tehnologije in Marconijevi oddajniki so se pričeli vgrajevati v številne zemeljske postaje in ladje.
Oddajniki z iskriščem so kljub robustnosti imeli nekaj resnih pomanjkljivosti. Iskre namreč ustvarjajo zelo širok frekvenčni spekter, kar je ob naraščanju števila oddajnikov povzročalo neželen šum. Izkazalo se je tudi, da oddajniki z iskriščem kljub poskusom izboljšav niso primerni za prenos zvoka, zaradi česar so jih pričeli opuščati.
Kmalu po Marconijevem čezatlantskem prenosu informacij sta se pojavili dve novi metodi generiranja nosilnih signalov, ki pa so za razliko od iskrišča imeli konstantno amplitudo. Prva je delovala na osnovi električnega obloka, ki jo je razvil danski inženir Valdemar Poulsen, druga pa na osnovi rotacijskega generatorja, ki ga je izdelal švedski inženir Ernst Alexanderson. Z iznajdbo vakuumskih cevi so se prejšnje metode praktično opustile, z iznajdbo tranzistorja pa se je pričelo obdobje miniaturizacije radijskih oddajnikov.

## Sestava radijskih oddajnikov
Radijski oddajniki sestojijo iz naslednjih delov:
- Generator nosilnega signala je oscilator, ki ustvari visokofrekvenčni (ponavadi sinusni) signal. Za nižje frekvence je oscilator lahko enostopenjski, za dosego višjih frekvenc pa se ponavadi uporabi oscilator v kombinaciji s frekvenčnimi množilniki. Oscilatorji morajo biti zasnovani tako, da je njihova izhodna frekvenca čim bolj stabilna.

- Modulator je namenjen dodajanju informacije nosilnemu valu in spreminja enega od parametrov nosilnega signala: amplituda, frekvenca, fazni kot,...

- Visokofrekvenčni ojačevalnik poveča moč moduliranega signala na oddajno moč.

- Impedančna prilagoditev za dosego čim bolj učinkovitega prenosa moči v anteno. Če impedanca izhodne stopnje oddajnika in impedanca antene nista dovolj izenačeni, pride do pojava stoječih valov, kar pomeni izgube.